# 12005 Делґюдісе
12005 Делґюдісе (12005 Delgiudice) — астероїд головного поясу, відкритий 19 травня 1996 року.
Тіссеранів параметр щодо Юпітера — 3,155.